# Filipenses
Filipenses eran los habitantes de la ciudad de Filipos, situada en la antigua provincia romana de Macedonia, en la parte que hoy pertenece a Grecia. En esta ciudad Pablo de Tarso fundó su primera iglesia dentro de Europa, aproximadamente en el año 51.